# Список найвищих дзвіниць і храмів України
В списку наведені всі існуючі та зруйновані церкви і храми на території  України.

## Існуючі
| Висота (м) | Назва                                                | Фото | Примітки                   | Побудовано | Місто     |
| ---------- | ---------------------------------------------------- | ---- | -------------------------- | ---------- | --------- |
| 96,52      | Києво-Печерська лавра                                |      | Найвища дзвіниця в Україні | 1731—1745  | Київ      |
| 91         | Церква святих Ольги і Єлизавети                      |      |                            | 1903—1911  | Львів     |
| 89,5       | Успенський собор                                     |      |                            | 1821—1841  | Харків    |
| 80         | Собор Благовіщенський                                |      |                            | 1888—1901  | Харків    |
| 77         | Дзвіниця Спасо-Преображенського кафедрального собору |      |                            | 1903       | Одеса     |
| 76         | Софійський собор                                     |      |                            |            | Київ      |
| 75         | Зарваницький духовний центр                          |      |                            |            | 3арваниця |
| 74         | Свято-Михайлівський собор                            |      |                            |            | Черкаси   |
| 73         | Спасо-Преображенський собор                          |      |                            |            | Суми      |